# 萬帕爾山
11°36′58″S 76°18′58″W / 11.61611°S 76.31611°W
萬帕爾山（Wamp'ar），是秘魯的山峰，位於該國中南部利馬大區，由奇克拉區和卡蘭波馬區負責管轄，屬於安地斯山脈的一部分，海拔高度4,800米。